# Nereis puncturata
Nereis puncturata är en ringmaskart som beskrevs av Grube 1857. Nereis puncturata ingår i släktet Nereis och familjen Nereididae. Inga underarter finns listade i Catalogue of Life.